# 2014 UF241
2014 UF241 est un objet transneptunien de magnitude absolue 6,58.
Son diamètre est estimé à 200 km ce qui pourrait le qualifier comme un candidat au statut de planète naine.